# Лондонские поля
«Лондонские поля» (англ. London Fields) — американо-британский фильм-триллер режиссёра Мэттью Каллена по сценарию Роберты Хенли, основанному на одноимённом романе Мартина Эмиса.
В России картина вышла в прокат 20 сентября 2018 года.

## Сюжет
1999 год. Американский писатель Самсон Янг живёт в Лондоне. Последние два десятилетия, пребывая в глубочайшем творческом кризисе, он не написал ни строчки. Вдобавок Самсон смертельно болен. Параллельно развивается история Николы Сикс, которая знакомится в баре с двумя мужчинами. Оба, мелкий мошенник и робкий аристократ, по её желанию, станут её потенциальными убийцами. Наблюдая за ними, Янг надеется прервать писательское молчание и написать нечто стоящее.

## В ролях
- Билли Боб Торнтон — Самсон Янг
- Эмбер Хёрд — Никола Сикс
- Джейми Александр — Хоуп Клинч
- Джемма Чан — Петронелла
- Кара Делевинь — Кэт Талент
- Тео Джеймс — Гай Клинч
- Джейсон Айзекс — Марк Эспри
- Джонни Депп — Чик[5]
- Джим Стёрджесс — Кит Талент
- Лили Коул — Триш Ширт
- Генри Гаррет — Динк Хеклер
- Бэрри Де Ла Рош — Шекспир

## Производство
В 2001 году идеей экранизации романа занялся Дэвид Кроненберг, успевший также написать часть сценария. Но ради съёмок фильма «Порок на экспорт» он покинул проект. В дальнейшем на режиссёрское кресло претендовали Майкл Уинтерботтом, Шекхар Капур и Дэвид Маккензи, пока в сентябре 2013 года не было объявлено о приглашении Мэттью Каллена.

## Кассовые сборы
В первой неделе, фильм собрал 168 575 долларов в США.

## Критика
Фильм получил крайне негативные отзывы критиков. На сайте Rotten Tomatoes получил рейтинг 0 % на основе 35 рецензий, с оценкой 2,7 из 10. На Metacritic, фильм набрал 16 из 100 на основе 12 респондентов.
Питер Собчински из RogerEbert.com дал фильму 0,5 звезды из 4 и описал его как «скучный и яркий беспорядок». Эндрю Баркер из Variety написал: «Несмотря на пышные съёмки и достаточно привлекательный актерский состав, чтобы заманить любопытных дистрибьюторов, этот беспорядок рискует постичь в прокате та же участь, что постигла его героиню на тупиковой улице», добавив, что «иногда вам нужно попытаться адаптировать, казалось бы, непригодную для адаптации книгу только для того, чтобы понять, насколько она на самом деле неадаптируема». Калим Афтаб из The Independent оценил фильм на 1 из 5 звезд, написав: «Большинству сцен не хватает темпа, они сняты плохо и сопровождаются комментариями о действиях, которые мы сами видим».

## Награды
| Список наград и номинаций | Список наград и номинаций | Список наград и номинаций | Список наград и номинаций | Список наград и номинаций | Список наград и номинаций |
| Год                       | Звание                    | Категория                 | Получатели(и)             | Результат                 | Ссылка(и)                 |
| ------------------------- | ------------------------- | ------------------------- | ------------------------- | ------------------------- | ------------------------- |
| 2019                      | Золотая малина            | Худшая актриса            | Эмбер Хёрд                | Номинация                 | [ 15 ]                    |